# كثرة الحطاطات اللمفومية
كثرة الحطاطات اللمفومية (LyP) هي اعتلال جلدي نادر. معدل انتشار كثرة الحطاطات اللمفومية يقدر ب 1.2 إلى 1.9 حالة لكل 1,000,000 من السكان.
هذه الحالة النادرة تم دراستها بعمق فقط منذ 1968.

## المظهر السريري
قد تظهر شبيهة جدا باللمفوما ضخمة الخلايا فاقدة التمايز.
النمط "A" يكون موجب السي دي 30, بينما النمط "B" يكون سالب السي دي 30.
لقد تم وصفه على أنه«حميد سريريا لكنه خبيث نسيجيا (هستولوجيا).»

## سير المرض
قد يتطور إلى لمفوما.

## العلاج
قد يستجيب للميثوتركسيت.